# Legge del doppio voto
La legge del doppio voto fu un provvedimento legislativo, volto a correggere la legge elettorale alla Camera dei Deputati del Regno di Francia, approvata il 2 giugno 1820, sotto il regno di Luigi XVIII.  La legge rappresenta, ancor oggi, uno dei più interessanti casi di distorsione del regime elettorale, strumentalizzato ai fini di garantire un maggior controllo da parte di una parte politica.  Fortemente voluta dal sovrano e dalla casa reale, essa produsse la sostituzione di una maggioranza liberale con una Ultra-realista e costituì somma ragione di scandalo per l'opposizione liberale e radicale-repubblicana.

## Antefatti

### Il debutto ‘moderato’ del regno di Luigi XVIII
Luigi XVIII di Francia aveva cominciato il proprio regno attuando una politica decisamente moderata, primariamente volta alla pacificazione nazionale.  Tanto da concedere, il 4 giugno 1814, una Carta fondamentale; da nominare alla Camera dei pari moltissimi esponenti del cessato Impero napoleonico (tra gli altri Talleyrand, Sérurier, Kellermann, Pérignon, Victor, Marmont, Davout); da sciogliere, il 5 settembre 1816, la Chambre introuvable, dominata dagli ultra-realisti; da sostenere il primo governo ‘moderato’ del duca di Richelieu, e successivamente i due governi liberali del Dessolles e del Decazes.

### La svolta a destra del sovrano
A partire dal 1819 intervennero, però, tre avvenimenti che determinarono nel sovrano una decisa ‘svolta a destra’:
- le elezioni parlamentari del 1819 sancirono una netta vittoria liberale: fra gli eletti spiccava l'abate Grégoire, già noto come pretre citoyen, uno dei padri della Costituzione civile del clero.  Ciò allarmò moltissimo le potenze della Quadruplice, tanto che il cancelliere austriaco Metternich si spinse sino a suggerire che tali eventi potessero comportare l'applicazione del protocollo segreto del Congresso di Aquisgrana, che impegnava gli alleati della sesta coalizione ad un intervento militare in Francia, in caso di una risorgenza della Rivoluzione francese;

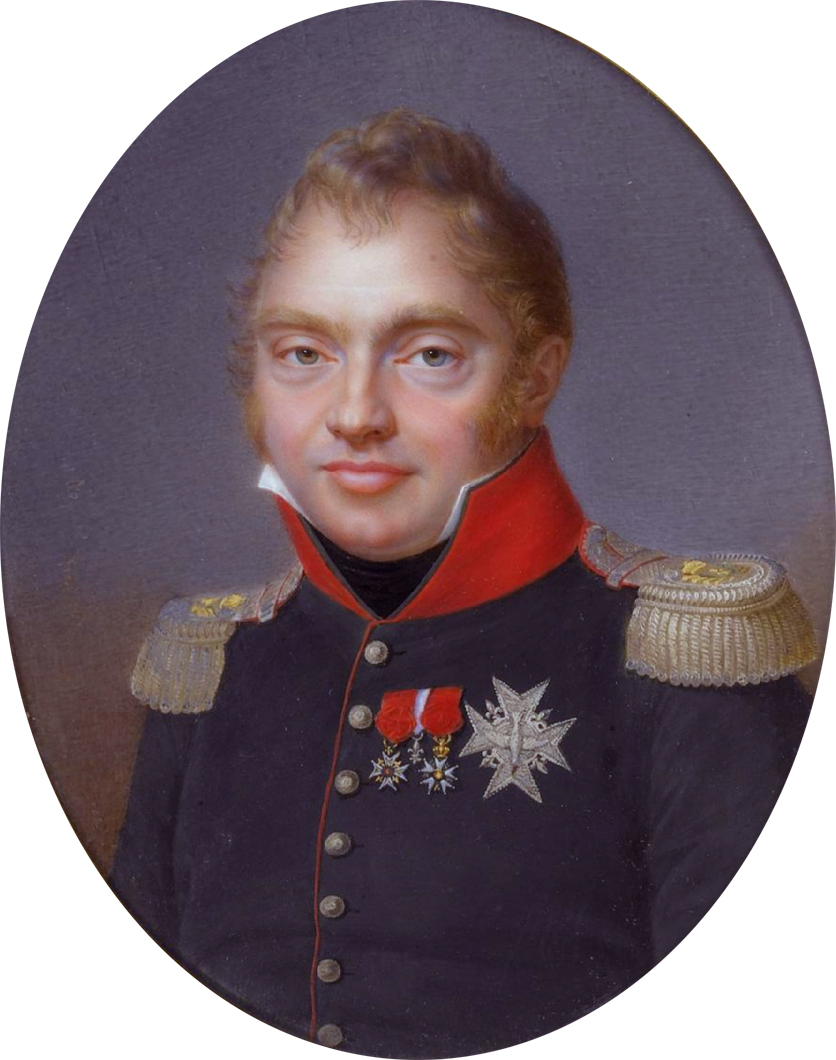
Ritratto del duca di Berry, miniatura, Jacques Augustin.

- la rivoluzione liberale spagnola, iniziata da Rafael del Riego il 1º gennaio 1820, poi sopita e infine trionfante con i tumulti di Madrid del 7-10 marzo 1820.  Essa impose a Ferdinando VII, un Borbone, la restaurazione della Costituzione del 1812, approvata dalle Cortes di Cadice;
- il 13 febbraio 1820 venne assassinato il Carlo di Borbone-Francia, duca di Berry, figlio di Carlo di Borbone, fratello di re di Francia.

Luigi XVIII reagì con estrema durezza, impose le dimissioni del governo Decazes, il 17 febbraio, sostituito con il secondo governo Richelieu.

## La missione restauratrice del Richelieu

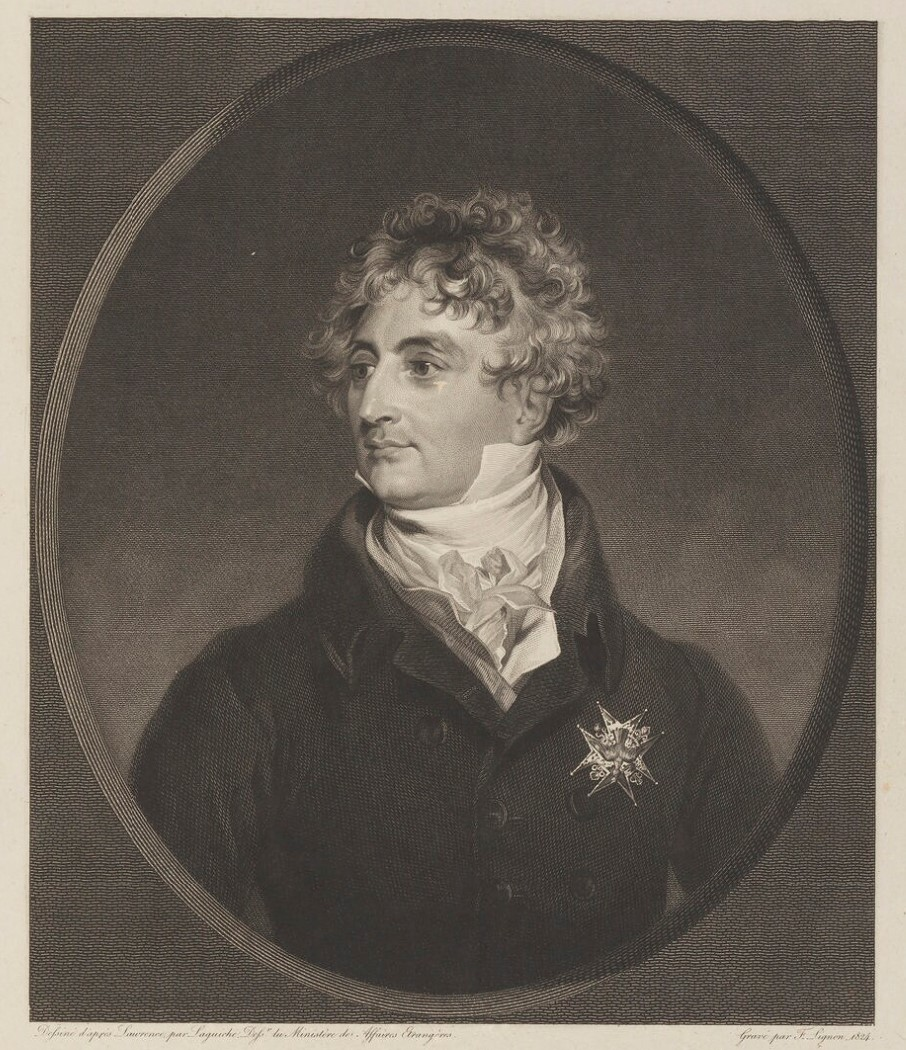
Ritratto del duca di Richelieu

Richelieu presentò un governo, entrato in carica il 21 febbraio, che comprendeva, per la prima volta, il visconte di Chateaubriand (notevole anti-liberale) ministro degli esteri e due leader della fazione ultra-realista: Villèle e Corbière.
La missione di Luigi XVIII era di rovesciare la maggioranza liberale della Camera dei deputati e sostituirla con una "ultra".  Missione che Richelieu eseguì.
Cominciò imponendo alla Camera, già a marzo 1820, l'approvazione di leggi che ristabilivano la censura, con tanto di autorizzazione preventiva.  Contestualmente vennero aumentati i poteri di polizia e ridotte le libertà personali.  Simili provvedimenti consentirono al governo di procedere contro i giornali radicali e liberali, chiudendoli d'autorità o svenandoli con processi e vari interventi di autorità.
I liberali alla Camera costituivano una netta maggioranza. Ma reagirono debolmente, condizionati com'erano dalla generale indignazione seguita all'assassinio del duca di Berry.  E dalla coscienza che la Francia fosse ancora una nazione "a sovranità limitata": l'unica garanzia dalle ingerenze straniere era rappresentata da Luigi XVIII.  Ciò secondo i termini del protocollo (abbastanza) segreto di Aquisgrana e come appena dimostrato dal caso Dessolles - abate Grégoire.
Dal che conseguiva che i liberali avrebbero potuto governare unicamente con l'accordo del re, mai contro di lui.
Una volta messa sotto controllo l'opinione pubblica, non restava che cambiare (una ennesima volta) la legge elettorale ed indire le desiderate elezioni.

## Le riforme della legge elettorale
Un simile intervento era tutt'altro che inconsueto nella prassi politica francese, a cominciare dal Decreto dei due terzi, votato, nell'agosto 1795, dalla convenzione termidoriana per impedire il prevedibile trionfo elettorale dei monarchici sostenitori dell'allora esiliato Luigi XVIII.  Ma anche nel restaurato Regno di Francia esso aveva avuto, in soli cinque anni, ben due precedenti:

### La prima riforma del 1817
Il primo intervento sulla legge elettorale era stato effettuato dallo stesso duca di Richelieu, nel febbraio 1817.  Essa prevedeva gli elettori (circa 100 000 in tutta la Francia) votassero riuniti presso i capoluoghi dei dipartimenti, ove avrebbero formato un collegio elettorale.  Lì congiunti, eleggevano direttamente i deputati.
La riforma era stata concepita al fine di permettere ai prefetti ed alle autorità locali di esercitare un diretto controllo degli elettori.  E, infatti, tutte le legislature successive alla Chambre introuvable avevano avuto la maggioranza liberale-moderata desiderata dal monarca.

### La seconda riforma del 1820
Il secondo intervento fu opera di Decazes, il quale fu incaricato da Luigi XVIII di introdurre una modifica della legge elettorale che rendesse impossibile il ripetersi di uno 'scandalo' come l'elezione dell'abate Grégoire.
Cosa che Decazes fece, facendo approvare una riforma che sembrò, insieme, insufficienti per gli "ultra-realisti", da destra, ed inaccettabili ai liberali, dalla sinistra.

## La legge del doppio voto

### La segmentazione del corpo elettorale per censo
Richelieu presentò una nuova legge elettorale, che, praticamente, divideva la "Camera dei deputati" in due sotto-camere:
- prima, l'insieme del corpo elettorale (circa 100'000 uomini) votava per un parco di 258 deputati (il 60%),
- dopo, il quarto più ricco votava una seconda volta, per 172 deputati supplementari (il 40%).

Il quarto più ricco degli elettori eleggeva il 55% dei deputati, votando due volte; da qui il nomignolo "legge del doppio voto".
Come si vede, la "seconda riforma Richelieu" venne concepita per aumentare la rappresentatività della parte più ricca dell'elettorato: si trattava di circa 25 000 uomini adulti, su un corpo elettorale di circa 100'000 uomini (ovvero tutti i maschi adulti con un censo annuale almeno pari a 300 franchi).
Il nuovo privilegio concesso a questa ristrettissima "élite" di ottimati (alta nobiltà ed alta borghesia), andava ad aggiungersi all'elettorato passivo, ristretto ai maschi adulti con un censo annuale pari o superiore a 1'000 franchi).

## Le critiche liberali e radicali
La legge venne approvata dalla Camera il 2 giugno 1820, circa 16 mesi dopo l'assassinio del duca di Berry, e rappresentò un passaggio fondamentale nella storia della restaurazione francese.

### Un ritorno al passato
In pratica la legge riportava, mutatis mutandis, il parlamento francese in una condizione che richiamava gli "Stati generali", ovvero quella istituzione tipica dell’Ancien régime, rovesciata sin dal 17 - 20 giugno 1789, con il Giuramento della Pallacorda che segnò l'inizio della rivoluzione.
Essa raggruppava i delegati in tre ordini: clero, della nobiltà e del terzo stato, ognuno con un voto.
Allo stesso modo, Richelieu riattribuiva un potere sostanziale alla crème de la crème della popolazione del Regno.  Anche se, questa volta, vi includeva l'alta borghesia, senza discriminazioni di religione, e la quota riservata era ben inferiore ai due terzi.

### Un errato calcolo politico
L'abbandono del fondamentale principio un uomo, un voto, rappresentava un orrore giuridico (tanto singolare da passare alla storia del diritto costituzionale), che, in quanto tale, offendeva il sentimento dell'opinione pubblica moderata e liberale.  La quale, in soprannumero, si trovava in gran parte esclusa dal quarto privilegiato del corpo elettorale.
Ma, circostanza ancora più importante, tale abbandono segnava la crisi di quel percorso di avvicinamento alla democrazia liberale, che la monarchia aveva, sin lì, seguito: ciò che faceva della Francia di Luigi XVIII uno dei pochissimi regimi costituzionali d'Europa e che aveva permesso il successo del Regno.
Tanto che essa segnò l'allontanamento dei liberali dalla causa dei Borbone, mentre molti di loro si avvicinavano alle posizioni dei, sin lì, assai deboli radicali.

### La elezione di una nuova Camera a maggioranzaultra
Nel breve, comunque, i risultati della riforma corrisposero alle aspettative di Luigi XVIII e del duca di Richelieu: le elezioni del novembre 1820 registrarono un trionfo degli ultra-realisti.  Tanto da produrre la sostituzione del primo ministro con il conte di Villèle, primo esponente del ‘partito’ ultra a sorgere a tale onore.